# 十勝国

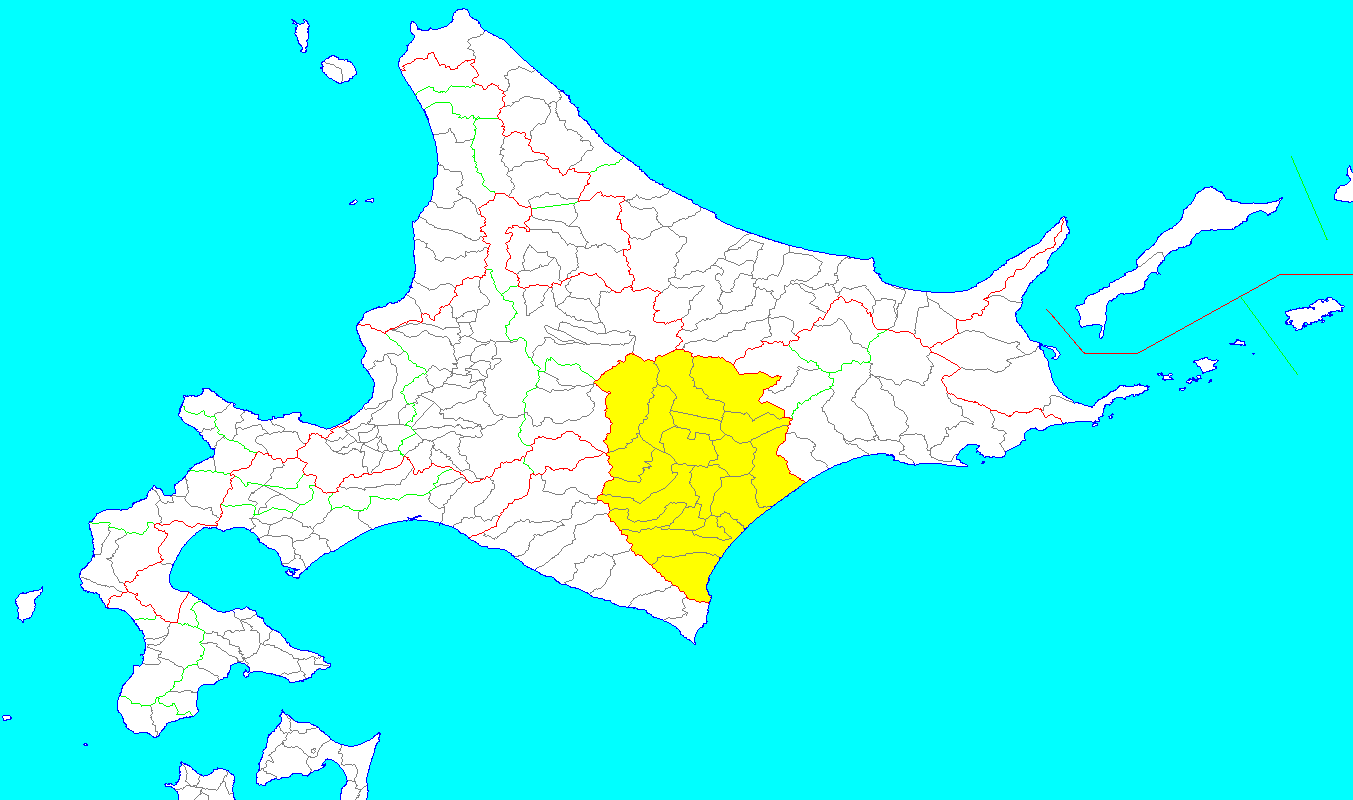
十勝国の範囲（1869年8月15日）

十勝国（とかちのくに）は、大宝律令の国郡里制を踏襲して戊辰戦争（箱館戦争）終結直後に制定された日本の地方区分の国の一つである。五畿八道のうち北海道 (令制)に含まれた。道東に位置し、領域は現在の十勝総合振興局管内から足寄郡の大半（足寄町のうち旧足寄村に属する利別川以東および陸別町、いずれも釧路国）を除いた部分にあたる。

## 名称の由来
現在の十勝川に由来するアイヌ語の「トカㇷ゚チ（tokapchi）」という語に由来し、幕末・明治にかけて活躍した探検家、松浦武四郎が1870年（明治2年）に明治政府に提出した「国名建議書」において、「元名トウカプ。訳て乳之儀。此川東西二口に分れ、乳の出る如く絶せぬが故に号しと申伝え候」と提案し、採用されたものである。

### 「十勝」の原義について
「十勝（トカㇷ゚チ）」の名称はこのように十勝川下流域の地名から生じた地名と考えられているが、松浦武四郎自身も『報登加智日誌』（未刊）の冒頭で「土人是をトウカブチと云り。何れの原名なるやをしらず」と書くなど、発祥地・原義も忘れられており、上記も含め様々な説が出されている。
アイヌ語研究者の山田秀三は、秦檍麻呂、上原熊次郎、松浦武四郎の3者が記述した説を基に下記の2説を考案している。
- 「トカプシ（tokap-usi）」（乳房・あるところ）
- 「トカ（オ）ㇷ゚チ（to-ka〔-o〕-p-chi）」（沼・辺り〔・にある〕・処・枯れる）

また、永田方正は「トゥカㇷ゚チ（tokapchi）」は幽霊の意、としているが、これについて山田は「トカㇷ゚チは十勝アイヌが誇りを以て読んでいた名」「他地方のアイヌが、語呂合わせみたいに悪名にしていった言葉であろう」として否定的な見解を示している。また、永田は「トカㇷ゚チ」は本来のアイヌ語名を「シアンルㇽ（shi-an-rur）」（遠き彼方の海浜）である、としているが、これについても山田は「他地の人の呼んだ名」であるとしている。

## 沿革
ここでは十勝国成立までについても記述する。
鎌倉時代から室町時代にかけて、蝦夷沙汰職・蝦夷管領は、北海道太平洋岸におり日の本と呼ばれる蝦夷（えぞ）を統括していた（『諏訪大明神絵詞』）。
江戸時代、松前藩によって場所と呼ばれる知行地が開かれ松前藩家臣と蝦夷との交易が行われた。藩の出先機関の機能も兼ね備えた運上屋では、撫育政策としてオムシャなども行われた。制度的な詳細は商場（場所）知行制および場所請負制を、漁場の状況については北海道におけるニシン漁史を参照されたい。十勝国域にはトカチ場所が開かれていた。
江戸時代から明治時代初頭の交通について、陸上交通は、渡島国の箱館から千島国方面に至る道（沿岸部の広尾郡から十勝郡東端まで国道336号の前身、釧路国との国境付近からは国道38号の前身）の途上であったが、一部地形が険しい難所があったため、寛政10年幕吏近藤重蔵によって広尾郡の西隅にあたるビタタヌンケとルベシベツの間2里（7.9km）にルベシベツ山道が開削された。十勝神社には、重蔵の従者下野源助が山道開削について記録し、蝦夷が作った碑文が奉納されたが、この碑文は現在、広尾町タニイソトンネル北側坑口の海側に立つ碑で見ることができる。また十勝国内の河川には藩政時代から廃使置県までの間6箇所の渡船場数があり渡し船なども運行されていた。
江戸時代初期の寛文9年6月、日高国域を中心に蝦夷が蜂起したシャクシャインの戦いによって十勝国域内でも和人が殺された。また、蝦夷（アイヌ）同士による戦いも行われており、今から二百年ほど前に十勝に侵入した北見アイヌ（または日高アイヌ）と十勝アイヌの戦いがチョマトー（河西郡域、現帯広市）で行われたという伝説がある。また、蝦夷の人々の間では古くから芽登温泉が知られていたという。
江戸時代後期、十勝国域は東蝦夷地に属していた。国防のため寛政11年東蝦夷地は公議御料（幕府直轄領）とされたが、文政4年には一旦松前藩領に復したものの、安政2年再び公議御料となり仙台藩が警固を担当した。その他、安政4年には上川郡域で十勝岳が噴火（安政噴火）。安政6年には6藩分領で十勝国を領国に加えた仙台藩によって広尾に出張陣屋のひとつトカチ陣屋が築城されている。
- 明治2年（1869年）8月15日に十勝国７郡が制定され、51村が属した。また、同年7月から明治4年（1871年）8月の廃藩置県まで道外の藩と華族によって分領支配される。
- 明治15年（1882年）2月8日、廃使置県にともない札幌県の所管となる。

## 領域
1869年（明治2年）の制定時の領域は、現在の北海道十勝総合振興局管内から下記を除いた区域に相当する。
- 足寄郡足寄町の東部（利別川・足寄川・稲牛川より北東）
- 足寄郡陸別町の大部分（利別川・斗満川より北東）

## 国内の施設

### 神社
十勝神社は寛文6年よりも前の創建、十勝郡の稲荷神社は文政11年に創建された。
- 広尾郡 戸賀知明神社（現十勝神社、広尾郡広尾町）
- 十勝郡 稲荷神社（現中川郡豊頃町大津地区）

※十勝神社の御朱印は「十勝国一ノ宮十勝神社」となっており、旧社格は県社であった。

## 地域

### 郡
十勝国は以下の7郡で構成された。
- 広尾郡
- 当縁郡（現在は消滅）
- 上川郡
- 中川郡
- 河東郡
- 河西郡
- 十勝郡

### 江戸時代の藩
- 松前藩領、松前氏（1万石各→3万石各）1599年 - 1799年・1821年 - 1855年（十勝場所）
- 仙台藩トカチ陣屋、1859年 - 1868年（十勝場所）

分領支配時の藩
- 鹿児島藩領、1869年（広尾郡、当縁郡、河西郡）
- 静岡藩領、1869年-1871年（上川郡、中川郡、河東郡、十勝郡）

※分領支配時、上記のうち鹿児島藩領は後に2華族領となった。

### 人口
1872年（明治5年）の調査では、人口1464人を数えた。

## 十勝国の合戦
- 1669年：シャクシャインの戦い
- 1800年ころ：チョマトーの戦い